# 1410 w literaturze
Wydarzenia literackie w 1410 roku.

## Nowe dzieła
- Pierre d’Ailly - Imago Mundi

## Urodzili się
- Martin le Franc, francuski poeta (zm. 1461)
- Masuccio Salernitano, włoski poeta (zm. 1475)

## Zmarli
- Mateusz z Krakowa, polski pisarz (ur. ok. 1330)